# Слава Фридриха II (созвездие)

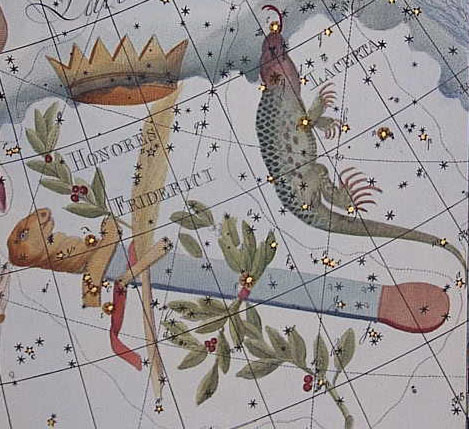
Frederici Honores в «Уранографии» Боде

Сла́ва Фри́дриха II (Слава Фридриха, Регалии Фридриха II) (лат. Frederici Honores, Honores Friderici, Gloria Frederici, Friedrichs Ehre) — отменённое созвездие северного полушария неба. Предложено Боде в 1787 году, опубликовано в его же «Уранографии» в 1801 году. Представляло собой корону и королевский жезл или меч, увитый лавром. Названо в честь прусского короля Фридриха Великого, умершего за один год до анонса созвездия. Существовало много вариантов названия этого созвездия. Созвездие находилось около Ящерицы.
Ныне созвездие не занесено Международным астрономическим союзом в официальный список созвездий, а звёзды включены в созвездие Андромеда. Однако, четыре звезды этого отменённого созвездия (ι, κ, λ и ψ And) продолжают иногда воспринимать как одноимённый астеризм, похожий на зеркально отраженную кириллическую букву «У».